# Matrice gramiana di controllabilità
In teoria del controllo, la matrice gramiana di controllabilità è una matrice di Gram usata per determinare se un sistema dinamico è controllabile.
Per un sistema lineare invariante rispetto al tempo
{\displaystyle {\dot {x}}=Ax+Bu}
la gramiana di controllabilità è definita come
{\displaystyle W_{c}(t)=\int \limits _{0}^{t}e^{-A\tau }BB^{T}e^{-A^{T}\tau }d\tau =\int \limits _{0}^{t}e^{A(t-\tau )}BB^{T}e^{A^{T}(t-\tau )}d\tau }
La coppia {\displaystyle (A,B)} è controllabile se e solo se la matrice {\displaystyle W_{c}} è non singolare, cioè {\displaystyle W_{c}} ha rango pieno per ogni {\displaystyle t>0}.
È inoltre possibile provare che se la matrice {\displaystyle A} è di Hurwitz, la soluzione dell'equazione di Sylvester, se esiste, è proprio {\displaystyle W_{c}}.
La definizione può essere estesa ai sistemi tempo varianti. Il sistema
{\displaystyle {\dot {x}}(t)=A(t)x(t)+B(t)u(t)},
è controllabile in un intervallo {\displaystyle [t_{0},t_{1}]} se e solo se le righe della matrice {\displaystyle \Phi (t_{0},\tau )B(\tau )}, dove {\displaystyle \Phi } è la matrice di transizione di stato, sono linearmente indipendenti.
La gramiana può essere usata proprio per provare questo. Si ha indipendenza lineare se e solo se la matrice gramiana di controllabilità
{\displaystyle W_{c}(t)=\int \limits _{t_{0}}^{t}\Phi (t_{0},\tau )B(\tau )B^{T}(\tau )\Phi ^{T}(t_{0},\tau )d\tau }
è non singolare, cioè invertibile.